# Condylarthra
Condylarthra, česky prakopytníci, je vymřelý řád placentálních savců, který žil v paleocénu a eocénu. Byli to všežravci, kteří žili v hustých lesích. Měli malý mozek a pětiprsté končetiny. Největší zástupci této skupiny byli velikosti ovce a ti nejmenší byli velcí zhruba jako zajíc. Nejstarší zástupci skupiny se objevují přibližně jen 610 000 let po dopadu planetky na konci křídy, tedy v nejstarším paleocénu.

## Paleobiologie
Detailní výzkum mozkovny druhu Carsioptychus coarctatus ukazuje, že tito relativně primitivní paleocenní savci již měli vyspělé smysly, ale jejich inteligence byla ještě spíše nízká (což dokládá relativní velikost mozkovny a jejich EQ).

## Evoluce
V průběhu hromadného vymírání na konci křídy před 66 miliony let sice velké množství savčích druhů vyhynulo (v Severní Americe to mohlo být až kolem 93 %), dostatečné množství však přežilo (mezi nimi i zástupci kladu Condylarthra) a na počátku paleogénu začala významná evoluční radiace v nyní již uprázdněných ekosystémech. Savci začali zabírat niky uvolněné vyhynulými dinosaury a v průběhu stovek tisíc až jednotek milionů let vytvořili větší a specializovanější formy. V prvních tisíciletích až desítkách tisíc let po dopadu planetky do oblasti dnešního Mexického zálivu přežila tzv. post-apokalyptická savčí fauna, zahrnující obvykle nejodolnější formy savců. Z nich se později vyvinuli předkové všech současných savčích vývojových linií, od rejsků přes primáty až po kytovce.
Výzkum na lokalitě Corall Bluffs v Coloradu dokázal, že tito savci se začali rozvíjet již řádově stovky tisíciletí po dopadu planetky Chicxulub na konci křídy před 66 miliony let. Rody jako Ectoconus byly navíc vůbec prvními tvory po katastrofě K-Pg, kteří dorostli výraznějších rozměrů (kolem 50 kg).

## Taxonomie
Taxonomie tohoto řádu je velmi problematická. Není jasné s jakým dalším savčím řádem je skupina Condylarthra příbuzná. Někteří odborníci si dokonce myslí, že skupina Condylarthra je uměle vytvořený shluk více nepříbuzných skupin (viz parafyletismus).
- čeleď Arctocyonidae
  - rod Arctocyon
  - rod Chriacus
- čeleď Periptychidae
  - rod Ectoconus
  - rod Oxyacodon
- čeleď Hyopsodontidae
  - podčeleď Tricuspiodontinae
    - rod Litomylus
    - rod Paratricuspiodon
    - rod Tricuspiodon

  - rod Aletodon
  - rod Decoredon
  - rod Dipavali
  - rod Dorraletes
  - rod Haplaletes
  - rod Haplomylus
  - rod Hyopsodus
  - rod Louisina
  - rod Microhyus
  - rod Midiagnus
  - rod Oxyprimus
  - rod Palasiodon
  - rod Paschatherium
  - rod Utemylus
  - rod Yuodon
- čeleď Mioclaenidae
- čeleď Phenacodontidae
  - podčeleď Meniscotheriinae
    - rod Ectocion
    - rod Meniscotherium
    - rod Orthaspidotherium
    - rod Pleuraspidotherium

  - rod Almogaver
  - rod Copecion
  - rod Eodesmatodon
  - rod Phenacodus
- čeleď Didolodontidae
- čeleď Sparnotheriodontidae
- rod Tingamarra ?
- rod Protungulatum
- rod Kharmerungulatum